# Карно, Лазар
Лаза́р Николя́ Маргери́т Карно́ (фр. Lazare Nicolas Marguerite Carnot; 13 мая 1753, Ноле — 2 августа 1823, Магдебург) — французский государственный и военный деятель, инженер и учёный. Первым предложил название «Комплексное число». Имел репутацию честного администратора и убеждённого республиканца, был одним из архитекторов новой армии Первой республики.

## Ранние годы и начало деятельности

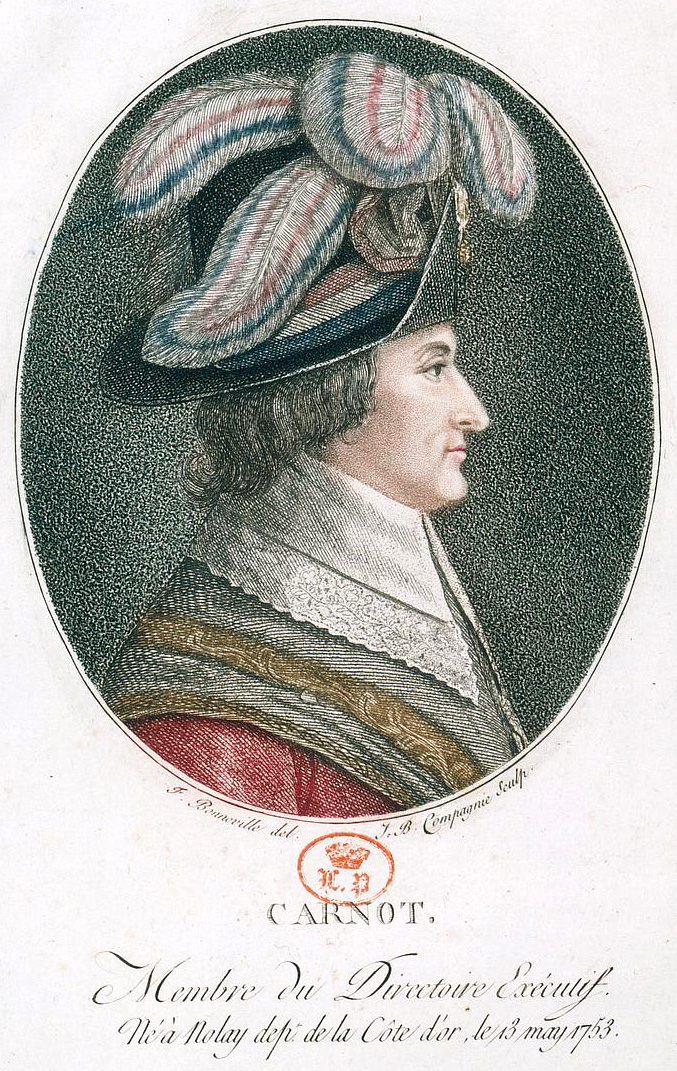
Рис. из «ВЭС»

Лазар Карно родился в многодетной (18 детей) семье адвоката.
В 1773 году окончил военную школу и поступил на службу в инженерные войска в чине 1-го лейтенанта. Окончив курс в Мезьерской школе военных инженеров, служил инженером в Кале.
В 1784 году издал сочинение «Опыт о машинах» (фр. Essai sur les machines), заслужившее впоследствии лестную оценку Араго. В том же году Карно представил в Академию наук мемуар о воздухоплавании и получил от Дижонской академии премию за похвальное слово Вобану. В часы досуга Карно писал также стихи. В 1788 году Карно обратил на себя внимание мемуаром «Sur l’utilité des places fortes а la frontière», a в следующем году возбудил сильное недовольство своего начальства тем, что в вопросе об укреплениях высказался против господствовавших взглядов; он был арестован, но скоро освобожден по приказу министра Пюисегюра. Представил Учредительному собранию несколько мемуаров по текущим вопросам, между прочим — о способах улучшить финансы государства. Избранный в 1791 году депутатом в Законодательное собрание Франции, был членом комитетов дипломатического и народного образования, но скоро посвятил себя преимущественно вопросам военного дела.

## Революция. «Организатор Победы»

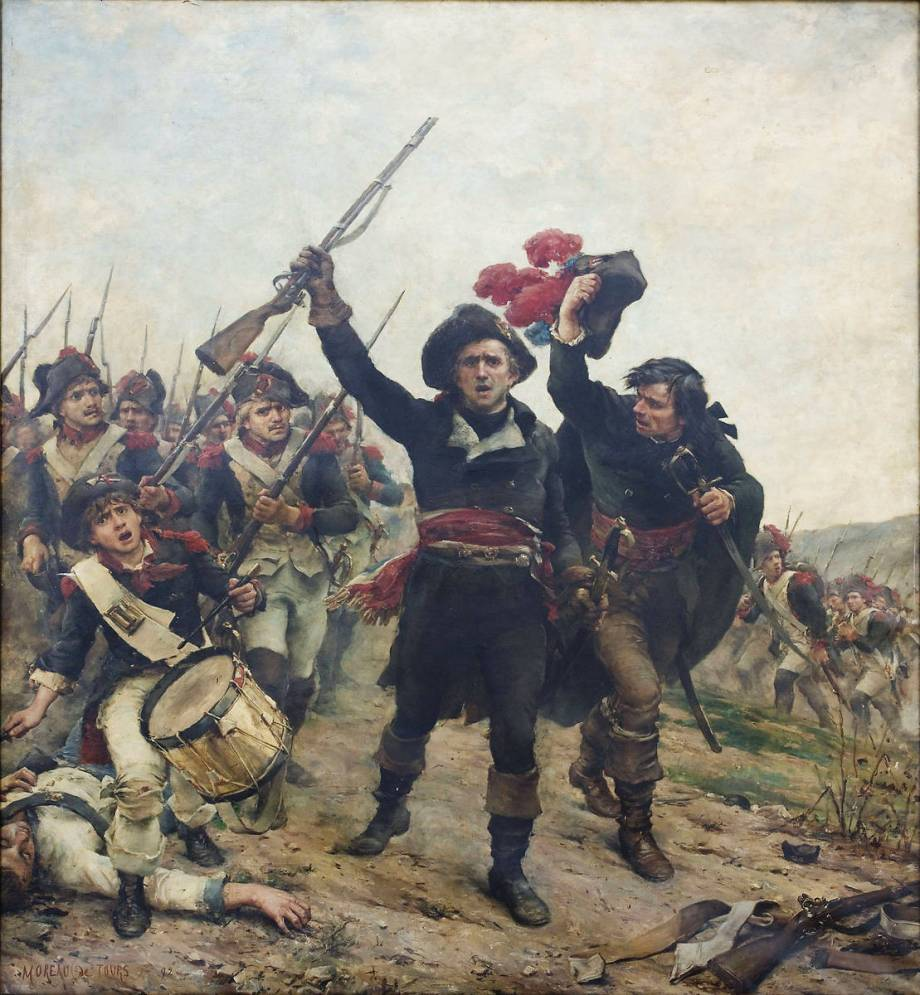
Лазар Карно в битве при Ваттиньи

В сентябре 1792 года Карно был избран членом Конвента, который назначил его одним из шести комиссаров для организации военной обороны на границе Восточных Пиренеев. Успешно исполнив это поручение, Карно в январе 1793 года был назначен членом Комитета общественного спасения, который поручил ему составить доклад о желательных присоединениях новых территорий к республике. В ближайшие за тем месяцы Карно представил Конвенту ряд докладов о присоединении княжества Монако, смежных с Лотарингией коммун, Брюсселя и других частей Бельгии. Когда конвент, по мысли Карно, издал в марте 1793 года декрет о посылке в департаменты 82 комиссаров из членов конвента с целью «ознакомить сограждан с новыми грозящими отечеству опасностями и собрать силы, достаточные для рассеяния неприятелей», Карно оказался одним из таких комиссаров и несколько месяцев состоял при Северной армии. Отозванный Конвентом в Париж, Карно был назначен (14 августа 1793) членом Комитета общественного спасения, причём ему было вверено заведование персоналом и движением войск.
Вместе с Журданом стал соавтором победы над австрийцами в битве при Ваттиньи 16 октября 1793 года. В составе Комитета Карно оставался до 5 марта 1795 года и проявил изумительную деятельность, создав четырнадцать армий, организуя оборону по всей границе и руководя военными действиями. Изучение архивов Комитета общественного спасения показало, что все декреты и вся переписка по военным операциям были делом Карно. Его заслуги были оценены современниками, присвоившими ему почётное прозвание «организатора победы», и спасли Карно, когда по наступлении термидорианской реакции против якобинского террора (в котором Карно никакого фактического участия не принимал) враги Карно требовали его преследования.
С 5 по 19 мая 1794 года Карно занимал пост Председателя Конвента.

## Член Директории. Бегство
Избранный в 1795 году членом Директории, Карно вместе с Бонапартом выработал план похода в Италию. С апреля по июль 1796 года и с мая по август 1797 года Карно был президентом Директории. Происшедшие между членами последней несогласия вызвали со стороны Барраса, Ребеля и Ларевельера-Лепо решение подвергнуть Карно и пятого члена Директории, Бартелеми, задержанию и изгнанию по обвинению в роялизме (переворот 18 фрюктидора, 4 сентября 1797). Вовремя предупреждённый, Карно бежал в Швейцарию, откуда перебрался в Южную Германию. Здесь он написал «Réponse au rapport fait sur la conjuration du 18 fructidor au conseil des CinqCents par J.-Ch. Bailleul».

## Возвращение во Францию и конфликт с Наполеоном
Став первым консулом, Бонапарт разрешил Карно вернуться во Францию и назначил его генерал-инспектором армии, а в апреле 1800 года — военным министром. Не разделяя многих взглядов и планов Бонапарта, Карно в октябре 1800 года вышел в отставку. Избранный в марте 1802 года членом Трибуната, Карно голосовал против учреждения почетного легиона, против пожизненного консульства и против установления империи.

## Научная деятельность

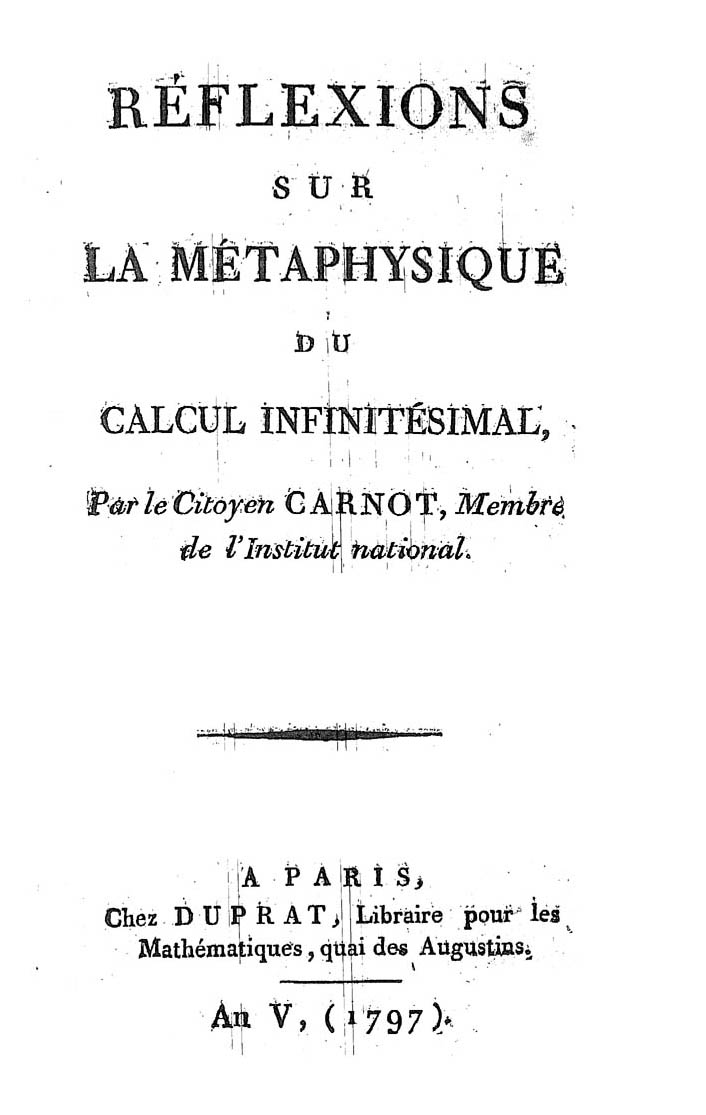
Réflexions sur la métaphysique du calcul infinitésimal, 1797

Как учёный, Карно в основном занимался математическим анализом и геометрией. Ещё будучи членом Директории, он издал (1797) свои «Размышления о метафизике исчисления бесконечно малых» («Réfléxions sur la methaphysique du calcul infinitésimal»), переведённые на английский и немецкий языки. Начиная с 1801 года, Карно написал ряд ценных монографий и мемуаров, представленных институту, в основании которого (1795) он принимал деятельное участие. Важнейшие из них (также переведены на иностранные языки): «О соотношении геометрических фигур» («De la correlation des figures en géometrie») (1801); «Геометрия положения» («Géométrie de position») (1803); «Principes fondamentaux de l'équilibre et du mouvement» (1803); «De la stabilité des corps flottants» (1814) и другие. В 1810 году Карно издал составленный им по поручению Наполеона «Трактат о защите крепостей» («De la défense des places fortes»), переведенное почти на все европейские языки (выдержки были переведены на русский язык генералом Н. А. Зварковским). Углублённо он занимался вопросом надобности комплексных чисел и разбором различных способов обоснования анализа, выступал с критикой теории аналитических функций Жозефа Луи Лагранжа, что стало одной из предпосылок реформы анализа в начале XIX века. Стал предшественником Жана-Виктора Понселе в вопросах проективной геометрии.
Также Лазар являлся автором авторитетного трактата по теории машин (механических устройств). Следуя духу своего времени, он считал, что для достижения наивысшего коэффициента полезного действия (к. п. д.) системе нужно избегать ударов, трения и резких, скачкообразных изменений скорости, считая их потерей «живой силы». Исследования по построению машины с наибольшим к. п. д. продолжил его сын, Сади Карно, предложивший цикл с наибольшей теоретически достижимой эффективностью, названный его именем.

## Поддержка Наполеона в критический момент. Изгнание
Когда в начале 1814 года Франции грозило вторжение союзных войск, Карно предложил свои услуги Наполеону и был назначен губернатором Антверпена, оборона которого составляет один из блестящих военных подвигов Карно. Монархическая реакция против революции побудила Карно издать брошюру («Mémoire adressé а S. M. Louis XVIII, roi de France»), в которой он с большой смелостью отстаивал завоевания революции и указывал ошибки королевской власти и роялистов.

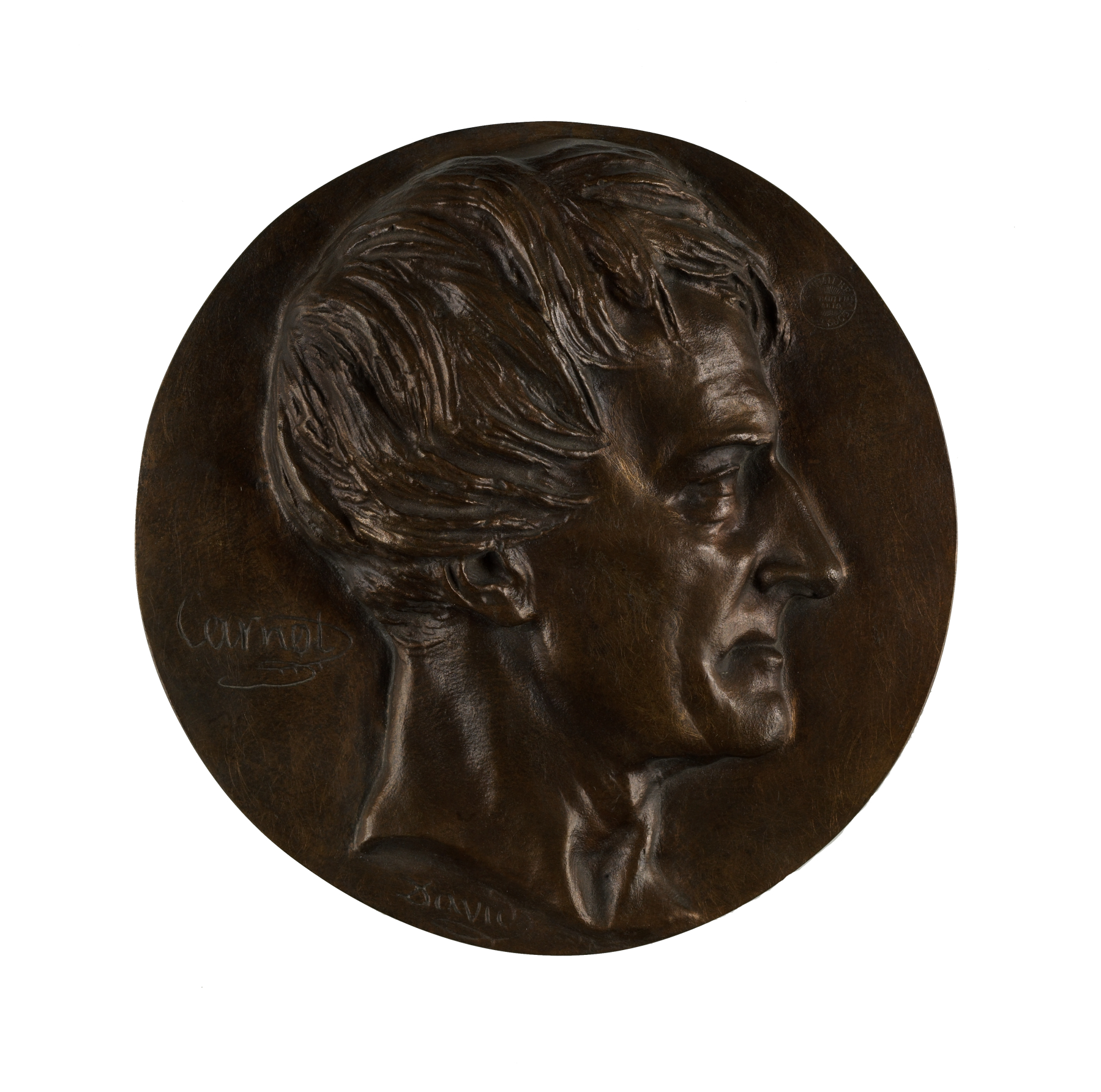
Профиль Карно на медали

Когда Наполеон вернулся с острова Эльбы (20 марта 1815), Карно был назначен министром внутренних дел и возведён в графское достоинство, хотя фактически ни он, ни его потомки этим титулом не пользовались. В эпоху Ста дней Карно организовал Societé pour l’instruction élémentaire, оказавшее большие услуги делу образования и существующее до сих пор. После битвы при Ватерлоо и вторичного отречения Наполеона Карно был избран членом временного правительства и принимал все меры к предупреждению занятия Парижа союзными войсками.
24 июля 1815 года правительство Людовика XVIII издало декрет об изгнании Карно из Парижа, а согласно закону от января 1816 года, которым за границу были высланы все «цареубийцы», поддержавшие потом возвращение Наполеона, ему было предписано выехать за границу. Он поселился в Магдебурге, где и провёл последние годы жизни. В это время он издал: «Opuscules poétiques» (1820); «Don Quichotte, poème héroï-comique en six chants» (1820); «Télémaque dans l’ile de Calypso» (1822); «Mémoire sur la fortification primitive» (1823).
В 1834 году в Антверпене воздвигнут памятник Карно в честь защиты этого города в 1814 году, а в 1881 году поставлена статуя Карно на родине его, в Нолэ. В 1889 году останки Карно перевезены из Магдебурга в Париж и погребены в Пантеоне. В это время президентом Франции был внук генерала Сади Карно.

## Династия Карно
Сыновья Карно «разделили между собой» профессии отца:
- Сади Карно — великий физик, основоположник термодинамики.
- Ипполит Лазар Карно — политик.

Внук Лазара Карно, сын Ипполита, Мари Франсуа Сади Карно, был инженером, политиком и президентом Франции, убит анархистом в 1894, похоронен, как и дед, в Пантеоне.

## Образ в культуре
Карно действует в романе Хилари Мэнтел «Сердце бури» (1992). Он появляется и  ряде художественных фильмов.
- «Аустерлиц» (Франция, Италия, Югославия, 1960). В роли Лазара Карно — актёр Жан Маре
- «Сен-Жюст и сила обстоятельств» (Франция, 1974). В роли Лазара Карно — актёр Анри Марто

## Труды
- Размышления о метафизике исчисления бесконечно малых. / Перевод Н. М. Соловьева; редакция и вступительная статья А. П. Юшкевича; очерк жизни Л. Карно М. Э. Подгорного. — Москва ; Ленинград : Гос. технико-теоретическое изд-во, 1933. — 352 с., 1 вкл. л. портр. : ил. — (Классики естествознания)